# Bainbridge (hrabstwo Ross)
Bainbridge – wieś w USA, w stanie Ohio, w hrabstwie Ross.
Liczba mieszkańców w 2000 roku wynosiła 1 012.